# Vestone
Vestone (Vistù en brescian) est une commune du Valle Sabbia dans la province de Brescia dans la région Lombardie en Italie.

## Administration
| Période                                  | Période  | Identité       | Étiquette | Qualité |
| ---------------------------------------- | -------- | -------------- | --------- | ------- |
| Juin 2004                                | En cours | Emanuele Corli |           |         |
| Les données manquantes sont à compléter. |          |                |           |         |

## Démographie
| 1861  | 1871  | 1881  | 1891  | 1901  | 1921  | 1931  |
| ----- | ----- | ----- | ----- | ----- | ----- | ----- |
| 1 844 | 1 922 | 1 990 | 2 018 | 2 634 | 2 839 | 2 911 |

| 1936  | 1951  | 1961  | 1971  | 1981  | 1991  | 2001  |
| ----- | ----- | ----- | ----- | ----- | ----- | ----- |
| 2 776 | 3 193 | 3 338 | 3 572 | 4 018 | 4 131 | 4 225 |

### Hameaux
Nozza.

### Communes limitrophes
Barghe, Bione, Casto, Lavenone, Mura, Pertica Alta, Pertica Bassa, Preseglie, Provaglio Val Sabbia, Treviso Bresciano.